# Montiniaceae
Montiniaceae Nakai, 1943 è una famiglia di piante angiosperme dell'ordine Solanales.

## Tassonomia
La famiglia comprende i seguenti generi:
- Grevea Baill.
- Kaliphora Hook.f.
- Montinia Thunb.